# Comuna Sundbyberg
Sundbyberg (Sundbybergs kommun) este o comună din comitatul Stockholms län, Suedia, cu o populație de 42.626 locuitori (2013). În prezent Sundbyberg face parte din Stockholm, dar anterior a fost un oraș distinct.

## Geografie

### Zone urbane
Toate așezările cu peste 200 locuitori din comună intră în componența zonei urbane Stockholm.

## Demografie
| \| Evoluția demografică în comuna Sundbyberg, 1970–2015 \| Evoluția demografică în comuna Sundbyberg, 1970–2015 \| Evoluția demografică în comuna Sundbyberg, 1970–2015 \| Evoluția demografică în comuna Sundbyberg, 1970–2015 \| Evoluția demografică în comuna Sundbyberg, 1970–2015 \| \| ----------------------------------------------------------------------------------------------------- \| ---------------------------------------------------- \| ---------------------------------------------------- \| ---------------------------------------------------- \| ---------------------------------------------------- \| \| An \| \| \| Locuitori \| \| \| 1970 \| 1970 \| \| 28085 \| 28085 \| \| 1975 \| 1975 \| \| 26995 \| 26995 \| \| 1980 \| 1980 \| \| 25717 \| 25717 \| \| 1985 \| 1985 \| \| 28516 \| 28516 \| \| 1990 \| 1990 \| \| 31308 \| 31308 \| \| 1995 \| 1995 \| \| 31803 \| 31803 \| \| 2000 \| 2000 \| \| 33868 \| 33868 \| \| 2005 \| 2005 \| \| 34016 \| 34016 \| \| 2010 \| 2010 \| \| 38633 \| 38633 \| \| 2015 \| 2015 \| \| 46110 \| 46110 \| \| Sursa: SCB - Statistika Centralbyrån, Folkmängd efter region, civilstånd, ålder och kön. År 1968–2016 \| \| \| \| \| |      |  |           |       |
| Evoluția demografică în comuna Sundbyberg, 1970–2015 |      |  |           |       |
| An |      |  | Locuitori |       |
| 1970 | 1970 |  | 28085     | 28085 |
| 1975 | 1975 |  | 26995     | 26995 |
| 1980 | 1980 |  | 25717     | 25717 |
| 1985 | 1985 |  | 28516     | 28516 |
| 1990 | 1990 |  | 31308     | 31308 |
| 1995 | 1995 |  | 31803     | 31803 |
| 2000 | 2000 |  | 33868     | 33868 |
| 2005 | 2005 |  | 34016     | 34016 |
| 2010 | 2010 |  | 38633     | 38633 |
| 2015 | 2015 |  | 46110     | 46110 |
| Sursa: SCB - Statistika Centralbyrån, Folkmängd efter region, civilstånd, ålder och kön. År 1968–2016 |      |  |           |       |